# C/1854 Y1 Winnecke-Dien
La Cometa Winnecke-Dien, denominata ufficialmente come C/1854 Y1 (Winnecke-Dien), è una cometa non periodica scoperta il 14 gennaio 1855 da Friedrich Winnecke, dall'osservatorio di Berlino, e Charles Dien, dall'Osservatorio Imperiale di Parigi.
La cometa era stata precedentemente osservata dall'astronomo italiano Antonio Colla dall'Osservatorio di Parma, il 22 dicembre 1854, che però la identificò erroneamente con la cometa C/1854 R1 Klinkerfues. L'errore fu dovuto al fatto che il giorno in cui Colla la scoprì, la cometa si presentava a meno di 4,5° di distanza dall'ultima posizione nota e con una magnitudine apparente simile a quella della cometa C/1854 R1 Klinkerfues nella sua ultima osservazione, risalente al 12 novembre 1854. È perfettamente comprensibile come Colla possa aver ritenuto che la cometa da lui osservata e che si trovava in una zona del cielo prossima a quella prevista per C/1854 R1 Klinkerfues per quel periodo, fosse quest'ultima cometa. Colla seguì la cometa per alcuni giorni, finché il 25 dicembre ne registrò la sua ultima osservazione, in prossimità della stella π Hydrae. Nei giorni seguenti non riuscì ad osservarla nonostante i suoi tentativi, molto probabilmente perché nascosta dalla luminosità della stella vicina.
Si sono verificati due avvicinamenti della cometa alla Terra: il primo, l'11 gennaio 1855 a 1,5446 UA ed il secondo, il 20 aprile dello stesso anno a 1,4619 UA, quando la luminosità della cometa era già in diminuzione. Il 23 aprile ne è stata registrata l'ultima osservazione da Friedrich Winnecke.
La cometa ha presentato vari nuclei, indice di frammentazione, probabilmente la cometa si è disgregata e non più esistente.